# Ochroptera jejuna
Ochroptera jejuna là một loài bọ cánh cứng trong họ Cerambycidae.